# Gonda (distrikt)
Gonda (hindi: गोंडा जिला) er et distrikt i den indiske delstat Uttar Pradesh. Distriktets hovedstad er Gonda. 

## Demografi
Ved folketællingen i 2011 var der 3,431,386 indbyggere i distriktet, mod 2,765,586 i 2001. Den urbane befolkningen udgør 6,56 % af befolkningen.
Børn i alderen 0 til 6 år udgjorde 15,91 % i 2011 mod 19,40 % i 2001. Antallet af piger i den alder per tusinde drenge er 952 i 2011. 